# Szóstak (jezioro)
Szóstak – jezioro na Pojezierzu Ełckim, drugie pod względem wielkości jezioro w gminie Stare Juchy. Położone między wsiami Orzechowo i Szczecinowo.
Powierzchnia jeziora – 500,10 ha, maksymalna długość – 6500 m, szerokość – 1300 m, średnia głębokość – 9,1 m, maksymalna głębokość – 28,4 m.
Jezioro rynnowe o kształcie wydłużonym w kierunku: N/W – S/E. Linia brzegowa silnie rozwinięta. Znajduje się na nim kilka wysp, największa o powierzchni 10,6 ha. Dno w przeważającej części piaszczysto-żwirowe o bardzo urozmaiconej rzeźbie. Roślinność podwodna występuje obficie do głębokości ok. 3 m. Wody jeziora I i II klasy czystości charakteryzują się dużą przeźroczystością. Na jeziorze obowiązuje strefa ciszy.
Jezioro Szóstak połączone jest tunelem z jeziorem Ułówki.
Gatunki ryb występujące w tym zbiorniku to karaś, leszcz, lin, płoć, sandacz, sieja, szczupak, węgorz.